# Mira (Anatolien)

Lage von Mira und benachbarter Staaten

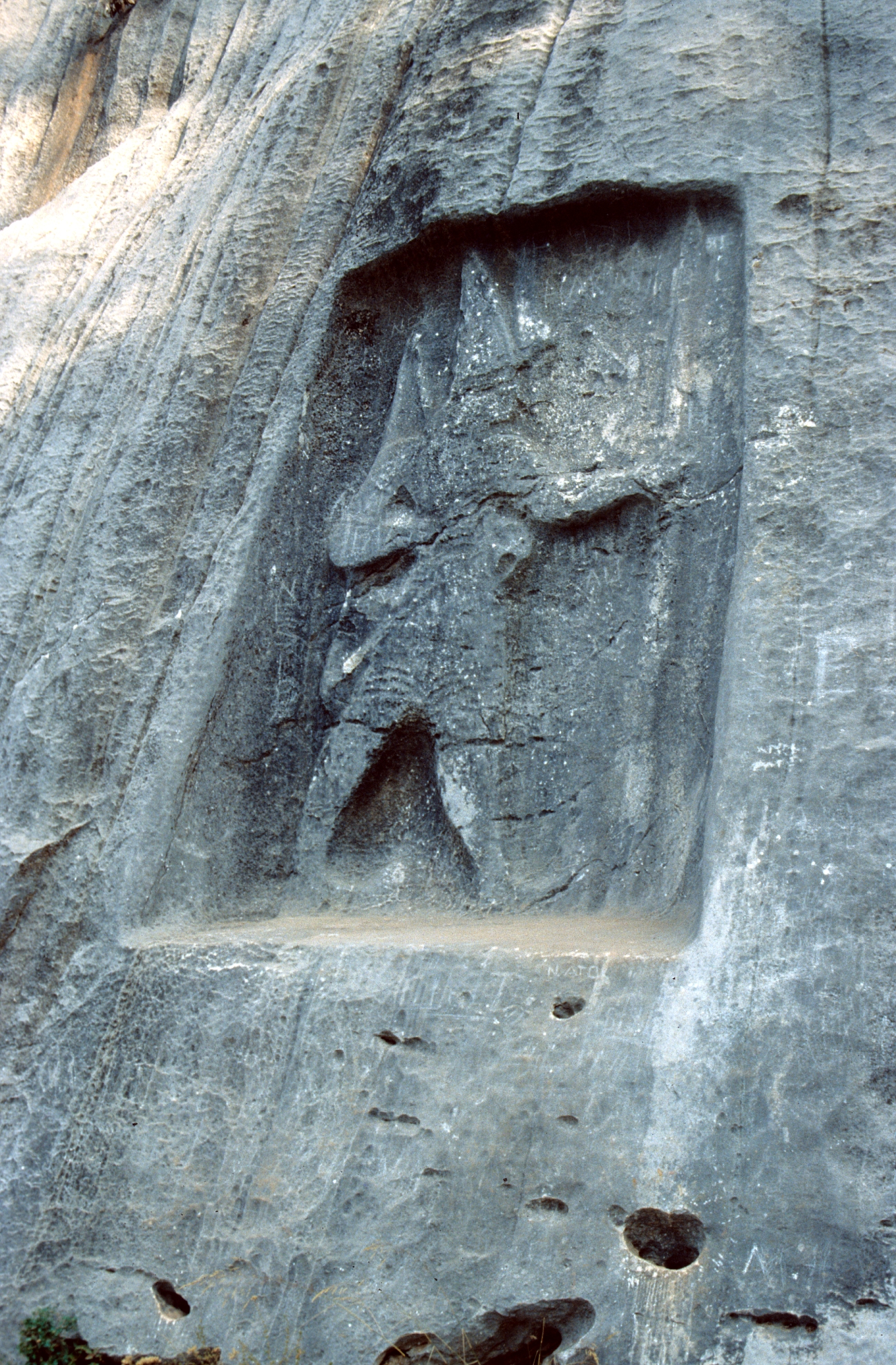
Relief von König Tarkasnawa von Mira bei Karabel

Mira war ein Vasallenstaat des hethitischen Großreichs in der zweiten Hälfte des zweiten Jahrtausends v. Chr. Es gehörte zu den Arzawa-Ländern und liegt im Westen Kleinasiens.

## Lage
Nach neueren Erkenntnissen grenzte Mira im Norden bei Karabel an das Šeḫa-Flussland, was schon 1975 von Hans Gustav Güterbock angenommen und durch die Lesung der Karabel-Inschrift 1998 von John David Hawkins bestätigt wurde. Im Süden grenzte es, vielleicht bei Milas, an die Lukka-Länder, im Osten, vermutlich etwa bei Afyon, an das hethitische Mutterland. Angrenzungen an andere Länder wie Pitašša, Maša oder Karkiša sind, wenn überhaupt, nur für bestimmte Zeitphasen nachweisbar. Mira war das am nächsten am Land Ḫatti gelegene der Arzawa-Länder.

## Geschichte
Die erste Erwähnung Miras findet sich im Zusammenhang mit dem Arzawa-Feldzug Großkönigs Šuppiluliumas I. im 14. Jahrhundert v. Chr., wobei Mira damals zum Kernbereich des Arzawa-Reichs gehörte. Die Tochter Šuppiluliumas, Muwatti, wurde mit dem aus den Arzawa-Ländern stammenden Mašḫuiluwa vermählt. Nach der siegreichen Beendigung des Arzawa-Feldzugs durch Muršili II., dem Sohn Šuppiluliumas, setzte Muršili seinen Schwager Mašḫuiluwa in Mira als Vasallenkönig ein und ließ ihm 600 Mann zum persönlichen Schutz zurück. Ob oder wie weit Mašḫuiluwa nach der Zerschlagung der Arzawa-Länder das gesamte Gebiet Mira zugesprochen wurde, ist nicht geklärt. Wahrscheinlich ist jedoch, dass das Gebiet Miras sich danach bis an die Ägäisküste erstreckte und Apaša (vermutlich Ephesos) zur Hauptstadt hatte. Mašḫuiluwa wurde bald darauf des Eidbruchs beschuldigt, nachdem er das Land Pitašša gegen den Großkönig aufgehetzt hatte, und floh in das Land Maša. Muršili drohte Maša mit Angriff und forderte die Auslieferung Mašḫuiluwa, worauf dieser in die Hauptstadt Ḫattuša deportiert wurde. Als Nachfolger wurde im Einvernehmen mit den Großen von Mira Mašḫuiluwas Neffe und Adoptivsohn Kupanta-Kurunta eingesetzt.
Nachdem Ḫattušili III. um 1265 v. Chr. seinen Neffen Muršili III. (auch als  Urḫi-Teššup bekannt) gestürzt und sich selbst zum Großkönig ernannt hatte, kam es wahrscheinlich zu Unstimmigkeiten zwischen Ḫattušili und dem immer noch amtierenden Kupanta-Kuruntiya von Mira. Dieser setzte sich für den gestürzten Mursili III. ein, wie u. a. durch einen ca. 1259 v. Chr. verfassten Brief Kupuanta-Kuruntas an den ägyptischen Herrscher Ramses II. belegt ist. Ob dies für den König von Mira Folgen hatte, ist ungeklärt. Die letzte bisher bekannte, eindeutige Erwähnung findet Mira im zu Beginn der Amtszeit Tudḫaliyas IV. (ca. 1236 v. Chr.) geschlossenen Staatsvertrag zwischen Tudḫaliya IV. und Kurunta von Tarḫuntašša, in dem unter den Vertragszeugen ein König von Mira mit Namen Alantalli genannt wird.
Mit Tarkasnawa wurde 1998 ein weiterer König Miras durch Hawkins nachgewiesen, der die luwischen Hieroglyphen des Felsreliefs A von Karabel (s. u.) entsprechend entziffern konnte.

### Könige
- Mašḫuiluwa (ca. 1330–1300 v. Chr.; luw. „Mäuschen“); Mann von Muwatti, Schwester von Muršili II.
- Kupanataruntiya (Kupantakurunta; ca. 1300–1250/40 v. Chr.); Neffe und Adoptivsohn von Mašḫuiluwa.
- Alantalli (nach 1259 – nach 1236 v. Chr.)
- Tarkasnawa (ab eventuell 1230 v. Chr.; luw. „Esel“); eventuell Sohn von Alantalli
- Mašḫuitta? (auch Parḫuitta gelesen; Identifizierung als Herrscher von Mira sehr unsicher)

## Zeugnisse
In der Felsinschrift am Suratkaya wird ein Großprinz Kupantakurunta genannt, höchstwahrscheinlich der Sohn des Mašḫuiluwa. Durch die Nennung von Mira in der Inschrift ist eine Ausdehnung des Landes zumindest bis zum östlichen Teil des Latmosgebirges nachgewiesen.
Mira wird in etwa 20, größtenteils nur bruchstückhaft erhaltenen, Keilschrifttafeln aus Boğazkale (Ḫattuša) aus dem 14. und 13. Jahrhundert v. Chr. bezeugt. Auf dem Felsrelief von Karabel ist ein König von Mira mit Namen Tarkasnawa abgebildet. Die dortige hieroglyphen-luwische Inschrift lautet gemäß Hawkins:
„Tarkasnawa, König <des Landes> Mira

[Sohn von] VOGEL–li?, des Königes des Lands Mira

Enkel des [… ], des Königs des Landes Mira“
Der Name Tarkasnawa taucht auch auf einem Silbersiegel und in Siegelabdrücken aus Ḫattuša auf, wo der Name früher unzutreffend als Tarkondemos gelesen wurde.